# Операция «Чёрный пояс» (Азербайджан)
Операция «Чёрный пояс» — операция Министерства национальной безопасности Азербайджана по обезвреживанию преступной группы, которая занималась похищением и убийством людей на территории Азербайджана.

## Предшествовавшие события
23 июля 2004 года Эльдар Махмудов был назначен министром национальной безопасности Азербайджана с присвоением воинского звания генерал-майор. До назначения Махмудов долгое время работал в МВД и близких к нему подразделениях.
В феврале 2005 года была похищена супруга председателя правления Международного банка Азербайджана Джангира Гаджиева. Однако, МНБ уже располагало информацией о банде и министерство контролировало передвижения членов группы.

## Операция
Операция по задержанию преступников началась 10 марта 2005 года специальными силами МНБ Азербайджана. Целью являлось освобождение похищенной в феврале 2005 года Замиры Гаджиевой, жены председателя правления Международного банка Азербайджана Джангира Гаджиева.
В результате операции был арестован глава преступной группировки старший оперуполномоченный Главного управления уголовного розыска МВД Азербайджана полковник-лейтенант Гаджи Мамедов. 13 человек были одновременно арестованы в различных регионах Азербайджана. Среди них граждане РФ, выходцы из Чечни Асланбек Кентемиров и Муса Дабуев.
В ходе операции один из преступников застрелился. Также во время попытки самоубийства был задержан зампредседателя правления Объединённого Универсального Акционерного банка Азербайджана Эльчин Алиев.

## Суд
Выяснилось, что банда существовала более 10 лет и совершила 17 похищений людей и 12 убийств. Основными орудиями группировки были вымогательство, шантаж и угроза насилием.
За время деятельности группировка получила более 450 млн долларов в виде выкупов и откатов. Также глава банды владел рестораном «Старый Баку» в Кисловодске и престижным домом отдыха в Ессентуках. На процессе помимо дела Г. Мамедова рассматривались дела ещё 26 человек по этому преступлению включая граждан РФ (чеченцев). Полностью доказано, что банда совершила убийство начальника аналитического отдела Главного управления МВД по борьбе с наркотиками Азера Исмайлова, который с 21 июня 2000 года считался пропавшим без вести. 12 марта 2005 года было выявлено место захоронения, где были изъяты останки. Труп был идентифицирован по анализу ДНК. Также  доказаны убийства заместителя начальника Следственного управления по тяжким преступлениям Генпрокуратуры Ровшана Алиева и вице-президента Ассоциации федерации футбола Азербайджана Фатуллы Гусейнова.
Во время следствия главарь банды признался в убийстве редактора журнала «Монитор» Эльмара Гусейнова 2 марта 2005 года, и заявил, что убийство было совершено по заказу бывшего Министра экономического развития Азербайджана Фархада Алиева, однако впоследствии он отказался от этих показаний. Арестованные чеченцы исполняли роль киллеров; убийство одной жертвы стоило в среднем около 5 тыс. долларов. Банда похитила и получила выкуп за освобождение:
- Эльшана Гасанова, сына бизнесмена, владельца казино в гостинице «Апшерон»;
- Ильхама Гадимова, сына ответственного сотрудника Государственной нефтяной компании Азербайджанской Республики (ГНКАР);
- Джавида Манафова, сына бизнесмена, директора зернового магазина;
- Ульвана Багирова, президента азербайджано-греческого СП «Рузгяр холдинг», занимавшегося торговлей нефтепродуктами;
- Ахмеда Мамедова, сына председателя государственной компании «Азерсыгорта»;
- Зейналабдина Бабаева, директора Бакинского молочного комбината;
- Октая Бабаева, бывшего помощника прокурора Хатаинского района;
- Мурада Кязимова, помощника прокурора Ясамальского района;
- Меджида Мамедова, отца крупного бизнесмена — (сумма выкупа 2 миллиона евро и 200 тысяч долларов);
- Ильхама Гадимзаде — (сумма выкупа 200 тысяч долларов).

22 января 2007 года приговором Суда по делам о тяжких преступлениях Азербайджана Гаджи Мамедов был осужден на пожизненное заключение с конфискацией имущества. Пожизненное заключение получили также другие члены банды — Эльдар Рагимов, Фархад Мамедбеков, Малик Мамедов, Гусейн Абдулвахабов, Кямиль Садреддинов, Закир Насиров, Муса Тагиев, Асланбек Кантемиров и Ягир Мамедов. Низами Абдуллаев, Сидек Абдулвахабов и Ровшан Агаев за совершенные преступные деяния были приговорены к лишению свободы сроком на 15 лет. Сожительница Гаджи Мамедова — Наиля Гулиева была приговорена к 13 годам, члены банды Адалят Асадуллаев и Новруз Нуриев - к 12 годам лишения свободы. Приговором суда Нишад Исмайлов осужден на наказание в виде лишения свободы сроком на 10 лет с конфискацией имущества, Алигулу Гулиев приговорен к 10, Фаиг Гулиев - к 9, Эльчин Алиев - к 9, Фариз Гамидов - к 8, Мехман Гасанов и Эльшан Мирзоев - к 8 годам лишения свободы и т.д. Азер Алиев и Агиль Гусейнов получили 2 года условного срока. Их признали виновными в изготовлении поддельных документов, мошенничестве и других подобных преступлениях. Большинство осужденных содержится в Гобустанской тюрьме.
Что касается Г. Мамедова, то вопреки требованию закона, после вынесения ему пожизненного приговора, он до 2017 года не переводился в Гобустанскую тюрьму, содержась в одиночной камере Следственного изолятора СГБ АР. Вскоре после перевода в пенитенциарную систему Министерства Юстиции, он  был доставлен в лечебное учреждение с диагнозом «Туберкулез легких, синдром легочной диссеминации на стадии распада», а также сахарным диабетом и метастазами рака в легких. Для лечения его перевели в специализированное туберкулезное лечебное учреждение №3, где 3 декабря 2017 года он, по официальной версии, повесился в своей камере на веревке, привязанной к прутьям оконной решетки. В оставленном предсмертном письме он просил прощения у родственников и сотрудников пенитенциарного учреждения и заявил, что не имеет ни к кому претензий.

## Резонанс
Общественность Азербайджана была потрясена преступлениями совершенными «оборотнями в погонах». Граждане требовали отставки министра внутренних дел Рамиля Усубова. Однако, президент Ильхам Алиев защитил министра и даже похвалил его за хорошую работу.